# Lachapelle-en-Blaisy
Lachapelle-en-Blaisy ist eine französische Gemeinde mit 84 Einwohnern (Stand 1. Januar 2022) im Département Haute-Marne in der Region Grand Est. Sie gehört zum Arrondissement Chaumont und zum Kanton Châteauvillain.

## Lage
Lachapelle-en-Blaisy liegt am Fluss Blaise rund 67 Kilometer ostsüdöstlich von Troyes und 16 Kilometer westlich der Kleinstadt Chaumont im Westen des Départements Haute-Marne.

## Geschichte
Die Gemeinde gehörte von 1793 bis 1801 zum Distrikt Chaumont. Seit 1801 ist sie Teil des Arrondissements Chaumont. Von 1793 bis 2015 gehörte Lachapelle-en-Blaisy zudem zum Kanton Juzennecourt. 

## Bevölkerung
| Jahr                       | 1962 | 1968 | 1975 | 1982 | 1990 | 1999 | 2006 | 2012 | 2019 |
| Einwohner                  | 136  | 102  | 66   | 75   | 78   | 87   | 80   | 77   | 85   |
| Quellen: Cassini und INSEE |      |      |      |      |      |      |      |      |      |

## Sehenswürdigkeiten

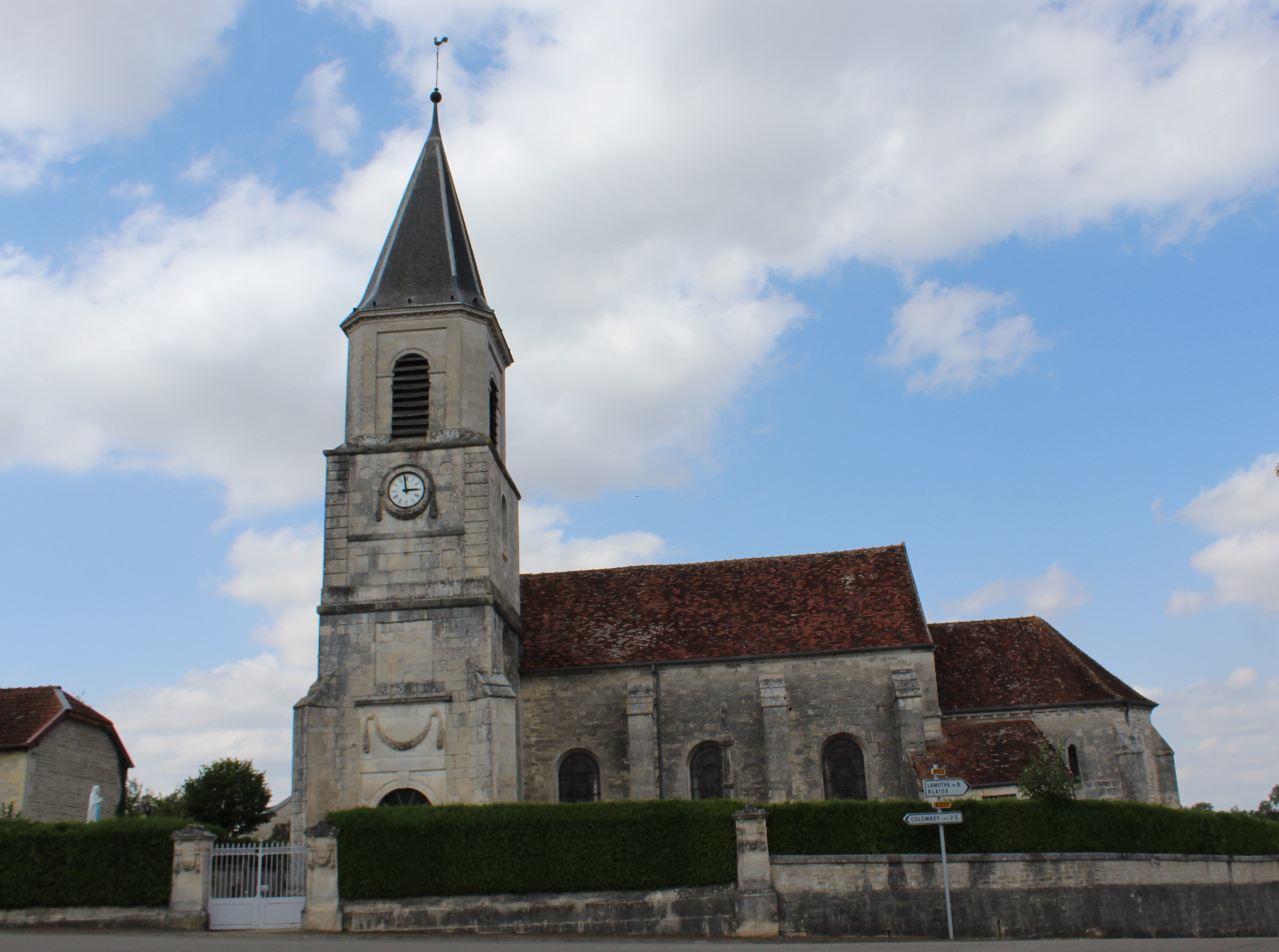
Kirche Saint-Michel

- Kirche Saint-Michel aus dem Jahr 1780, ihr Chor ist seit 1929 als Monument historique eingeschrieben[1]
- Mehrere Wegkreuze
- Denkmal für die Gefallenen[2]